# 위젠마 보르후
위젠마 보르후(독일어: Uisenma Borchu, 1984년 6월 1일~) 또는 우이젱마깅 보르후(몽골어: Үйзэнмаагийн Борхүү)는 몽골 출신 독일의 영화 감독, 배우이다.